# Peleteria mesnili
Peleteria mesnili är en tvåvingeart som först beskrevs av Zimin 1965.  Peleteria mesnili ingår i släktet Peleteria och familjen parasitflugor. Inga underarter finns listade i Catalogue of Life.